# 머니 클립

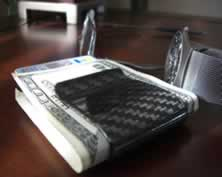
머니 클립

머니 클립(Money clip)은 지갑을 소지하지 않아도 지폐나 신용카드를 넣고 다닐 수 있도록 한 작은 기구이다.
머니 클립은 각 나라마다 선호하는 정도가 다르다. 미국의 경우, 모든 종류의 지폐가 같은 크기이지만, 몇몇 국가들은 액면금액에 따라 크기가 다른 지폐들이 있다. 크기가 다른 지폐들은 머니 클립으로 묶기가 곤란한 경우가 있다. 또한 영국과 같은 국가에서는 지폐보다는 동전을 휴대하는 경우가 많다.

## 금속 머니 클립
금속 머니 클립은 긴 금속 판을 반으로 접은 클립 형태로 되어 있어 두 개의 금속 판 사이에 지폐나, 신용카드를 끼워 소지할 수 있게 되어 있다. 보통은 스테인레스 금속, 은, 금, 티타늄 또는 백금으로 금속 판을 만드며, 고급 패션 액세서리로 판매되고 있다. 그러나 금속은 유연성이 없기 때문에 많은 수의 지폐를 끼울 수 없고, 디자인에 따라서는 클립으로 지폐를 끼워넣기가 어렵다는 점이 단점이다.
전통적인 형태의 지갑보다 남자들에게 편리하다.
남자들은 지갑을 핸드백에 넣는 여자와 달리 지갑을 직접 바지 주머니에 넣거나 양복 상단 주머니에 넣는다. 이럴 경우 지갑의 두툼함으로 인해 바지나 양복이 불룩 튀어나와 보기 안좋은데, 이때 얇은 머니 클립을 사용하면 옷 라인이 망가지는 것을 방지할 수 있다.

## 자석식 머니 클립
자석식 머니 클립은 보통 두 조각의 가죽판과 두 개의 강한 자석으로 이루어진 머니 클립이다. 가죽판 사이에 지폐를 넣고, 두 개의 자석으로 가죽판을 고정시키는 방식으로 자석식 머니 클립은 금속 머니 클립보다 좀 더 많은 지폐를 소지할 수 있다.
다만, 자석식 고정장치의 한계상 신용카드를 함께 수납할 경우 카드의 내부 마그네틱 정보가 손상될 수 있다는 단점이 있다.

## 지갑식 머니 클립
지갑식 머니 클립은 신용카드와 지폐를 수납할 수 있도록 디자인된 클립이다. 보통은 신용카드를 수납할 수 있는 부분이 있고, 금속 또는 플라스틱 클립으로 지폐를 고정할 수 있다.

## 고무밴드 머니 클립
또 다른 머니 클립으로 고무줄을 이용한 방식이 있다. 신용카드 사이에 지폐를 넣고 고무줄로 묶거나 지폐를 돌돌말아 고무줄로 묶는 방식이다.

## 종이 클립

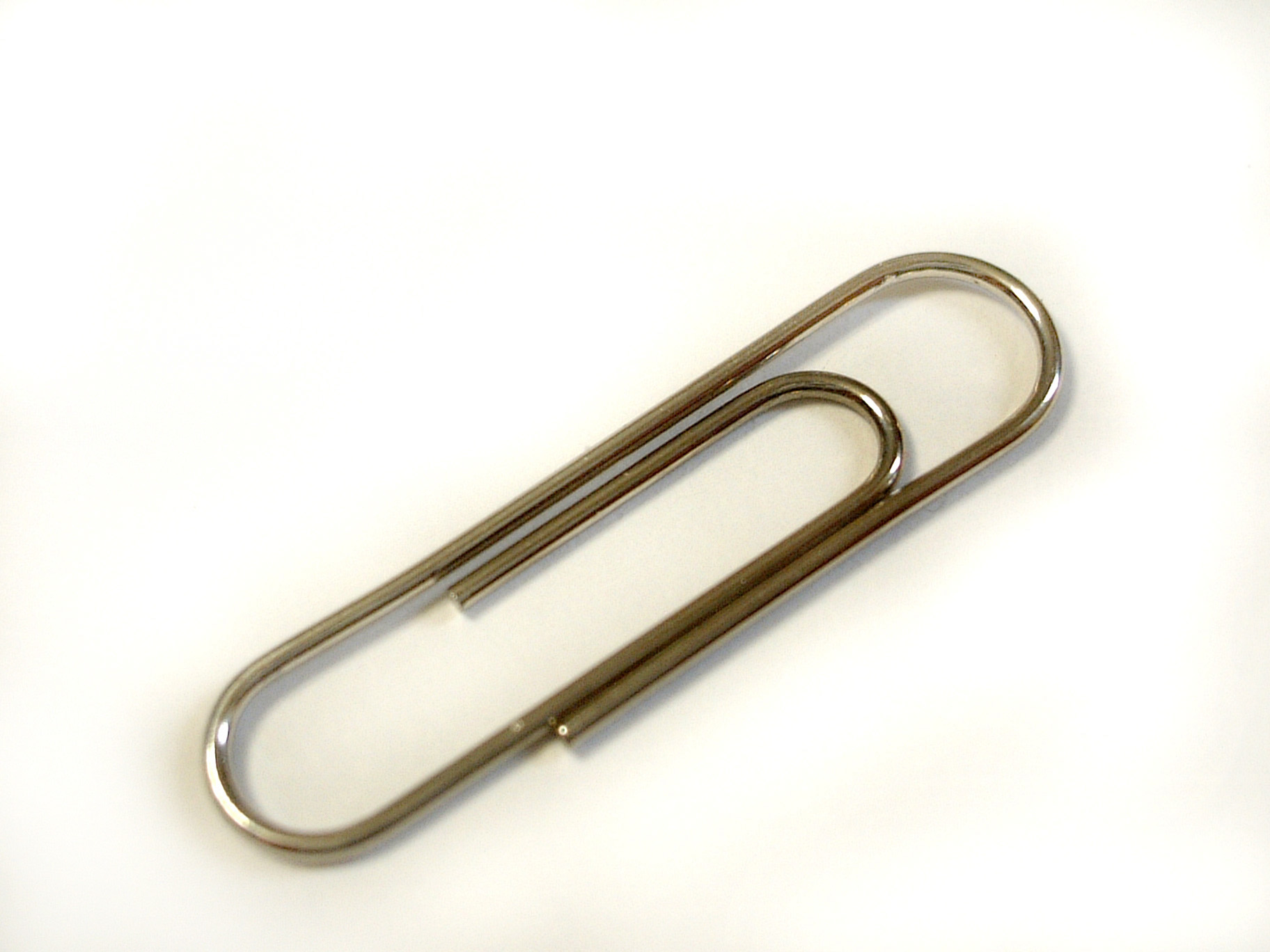
종이 클립

종이 클립은 원래 지폐를 묶기위해 사용되어 왔다. 종이 클립을 이용한 머니 클립은 일반 개인들이 아니라, 은행이나 상점에서 주로 사용해 왔다. 이러한 종류의 머니 클립은 가격이 매우 저렴하고, 쉽게 교체할 수도 있어 인기가 높다.

## 같이 보기
- 지갑